# حارة السنينات الغربية (صنعاء)
حارة السنينات الغربية هي إحدى حارات حي معين بمديرية معين إحد مديريات العاصمة اليمنية صنعاء، بلغ تعداد سكانها 1463 نسمة حسب تعداد اليمن لعام 2004.